# Квітка (зупинний пункт, Білорусь)
Квітка (біл. Кветка) — зупинний пункт Могильовського відділення Білоруської залізниці в Бобруйському районі Могильовської області. Розташоване за 1,7 км на південний схід від села Старинки; на лінії Жлобин — Осиповичі I, поміж зупинними пунктами Бібківщина і Токарі.